# Macronema rubiginosum
Macronema rubiginosum är en nattsländeart som beskrevs av Guérin-Méneville 1843. Macronema rubiginosum ingår i släktet Macronema och familjen ryssjenattsländor. Inga underarter finns listade i Catalogue of Life.